# Willoughby Hills, Ohio
Willoughby Hills là một thành phố thuộc quận Lake, tiểu bang Ohio, Hoa Kỳ. Năm 2010, dân số của thành phố này là 9485 người.

## Dân số
- Dân số năm 2000: 8595 người.
- Dân số năm 2010: 9485 người.